# Beehive Cemetery
Beehive Cemetery is een Britse militaire begraafplaats met gesneuvelden uit de Eerste Wereldoorlog, gelegen in de Franse plaats Willerval (Pas-de-Calais). De begraafplaats ligt in het veld op 1.150 m afstand van het centrum van Willerval (Église Saint-Nicolas). Het terrein is via het erf van een boerderij en een veldweg van 750 m te bereiken. De begraafplaats werd ontworpen door William Cowlishaw en heeft een rechthoekig grondplan met een oppervlakte van 360 m². Ze wordt omgeven door een draadafsluiting en een taxushaag. Het Cross of Sacrifice staat centraal tegen de noordelijke afsluiting. De begraafplaats wordt onderhouden door de Commonwealth War Graves Commission.
Er worden 48 doden herdacht.

## Geschiedenis
In de buurt bevond zich een Duitse machinegeweerpost dat door de Britse troepen Beehive (bijenkorf) genoemd werd. Vandaar de naam van deze begraafplaats die door gevechtseenheden werd gestart na de bezetting van Willerval tijdens de Slag bij Arras in 1917. Ze werd tot september van dat jaar als frontbegraafplaats gebruikt. Eén graf werd nog toegevoegd in maart 1918. 
Er liggen nu 5 Britse, 42 Canadese en 1 niet geïdentificeerde slachtoffers begraven. Voor één Canadees werd een Special Memorial opgericht omdat zijn graf niet meer gelokaliseerd kon worden.
- de Canadese broers Kenneth Angus en Angus Alexander McLeod dienden in dezelfde eenheid toen ze op 27 juni 1917 sneuvelden. Zij waren respectievelijk 18 en 23 jaar oud en liggen naast elkaar begraven.